# Собирательство
Собира́тельство — одна из древнейших форм хозяйственной деятельности человека, состоящая в собирании пригодных в пищу природных ресурсов: дикорастущих съедобных грибов, кореньев, плодов, ягод, мёда, а также моллюсков, насекомых и др. Как основа сохранилась вплоть до середины XX века у некоторых индейских племён тропических областей Южной Америки и небольшой части австралийских аборигенов.

## Роль в хозяйственном укладе
При первобытно-общинном строе собирательство вместе с охотой, а также рыболовством составляло единый комплекс присваивающего хозяйства. В силу естественного разделения труда между полами собирательство было, как правило, женским занятием. Уже при самом примитивном собирательстве применялись специальные орудия (например, палка-копалка у ряда племён, или специальная деревянная лопаточка для соскрёбывания со скал моллюсков у тасманийцев). Иногда собирательство растительной пищи принимало и более сложные формы. Например, некоторые племена поджигали траву перед наступлением дождливого сезона, чтобы вызвать затем более обильный её рост, проводили искусственное орошение дикорастущих растений и т. п. Дальнейшее развитие собирательства диких растений привело к возникновению ручного земледелия.
У многих народов собирательство сохраняло значение и при наличии развитого земледелия или скотоводства (собирание дикого риса у североамериканских индейцев в районе Великих озёр, улиток у народов Западной Африки и пр.). Ещё позднее собирательство стало одним из второстепенных промыслов, иногда всё же являясь важным источником пищи (собирание грибов, плодов, ягод, орехов).

## Современное состояние
Сбор даров природы, практикуемый жителями современной цивилизации для продажи, для обеспечения себя пищей, или в качестве развлечения, может рассматриваться как собирательство.

### Правовой статус

#### Россия
В России сбор даров природы разрешён явно:
1. Граждане имеют право свободно и бесплатно пребывать в лесах и для собственных нужд осуществлять заготовку и сбор дикорастущих плодов, ягод, орехов, грибов, других пригодных для употребления в пищу лесных ресурсов (пищевых лесных ресурсов), а также недревесных лесных ресурсов.
— Статья 11 Лесного кодекса Российской Федерации
С 2019 года россиянам разрешено собирать в лесу валежник.
Разрешение на отлов раков регулируется Министерством сельского хозяйства, общая формула названий приказов: «Об утверждении правил рыболовства для … бассейна». Нередко устанавливаются максимальные размеры добычи, для каждого бассейна.
При этом в России достаточно распространен сбор ягод, плодов, орехов, грибов, трав и даже хвои не только для личных нужд, но и на коммерческой основе: им занимаются граждане, которые затем продают собранное сырье коммерческим организациям. Есть определенные региональные ограничения — например, в Томской области один человек имеет право за день собрать только до 100 килограммов одного вида дикоросов. Заготовка и сбор даров леса в промышленных масштабах организациями или предпринимателями требуют заключения договора аренды лесного участка.

#### США
В штате Вашингтон, США разрешён ограниченный сбор устриц, морских водорослей и прочего.